# زنائید فلوریو
زنائید فلوریو (به فرانسوی: Zénaïde Fleuriot) نویسنده قرن نوزدهم میلادی اهل فرانسه بود.